# Nieuw-Helvoet
Nieuw-Helvoet est un village néerlandais dans la commune de Hellevoetsluis en Hollande-Méridionale. Le village est situé sur l'île de Voorne-Putten, au nord du vieux centre de Hellevoetsluis, à l'ouest de la route qui mène à Nieuwenhoorn, autre village de la même commune. En 2004, Nieuw-Helvoet comptait 6 610 habitants.
Jusqu'en 1960, année de son annexion par Hellevoetsluis, Nieuw-Helvoet était une commune indépendante. Le 1er septembre 1855, la commune de Oude en Nieuwe Struiten fut rattachée à Nieuw-Helvoet.